# Ngam (Meiganga)
Ngam est une localité située dans la commune de Meiganga, région de l’Adamaoua, département du Mbéré, au Cameroun, à 70 km de la frontière centrafricaine. Le village, tel qu’il existe aujourd’hui, fut fondé par Zar-Boua, du Clan Lobo. Au début de son édification, on y retrouvait essentiellement des clans gbaya notamment les Bougoui dont la migration vers Lokoti (leur destination initiale ) a été interompue par une alliance matrimoniale; également le clan Gbayenga, en plus de deux familles fulbés (Zar-Toukourou, Dah-biya).
Au début du XXᵉ siècle, dans un contexte marqué par l’expansion coloniale française et par des dynamiques concurrentes d’islamisation et d’évangélisation chrétienne, Ngam se trouvait initialement sur les rives du fleuve Lom. Ce site, jugé «enclavé» par l’administration coloniale, fut considéré inadapté à l’intégration dans le réseau de contrôle et de communication de l’État colonial. Les autorités françaises imposèrent alors un déplacement de la population vers les axes routiers tracés par le pouvoir colonial, dans le but de faciliter la surveillance administrative, la collecte d’impôts et l’insertion dans les circuits économiques dominés par le colonisateur.
Selon la tradition orale, le site désigné pour ce transfert correspondait à l’actuel village de Ngahi (Robblin), situé à une dizaine de kilomètres de la ville de Meiganga. Toutefois, lors de la migration forcée, le chef de Ngam choisit de s’arrêter sur le site actuel, déclarant vouloir « réfléchir » avant de poursuivre le déplacement. Cet arrêt temporaire se transforma en établissement permanent, révélant une stratégie locale de négociation, voire de résistance silencieuse face aux injonctions coloniales.
À la mort du fondateur, le pouvoir fut transmis à son fils Zar-Beka, qui dirigea jusqu’à son décès au début des années 1990. Depuis 1994, le commandement pouvoir est exercé par Zar-Salé.
Depuis 2000, le village est devenu plus cosmopolite et la construction d'un camp de réfugiés depuis 2014 a été un facteur de grands bouleversements pour cette population. Les conflits agropastoraux, les maladies, l'insécurité ont augmenté, mettant une pression sans précédent sur les riverains.

## Population
En 1967, Ngam comptait 487 habitants, principalement Gbayas et Peuls. Lors du recensement de 2005, 785 personnes y ont été dénombrées.

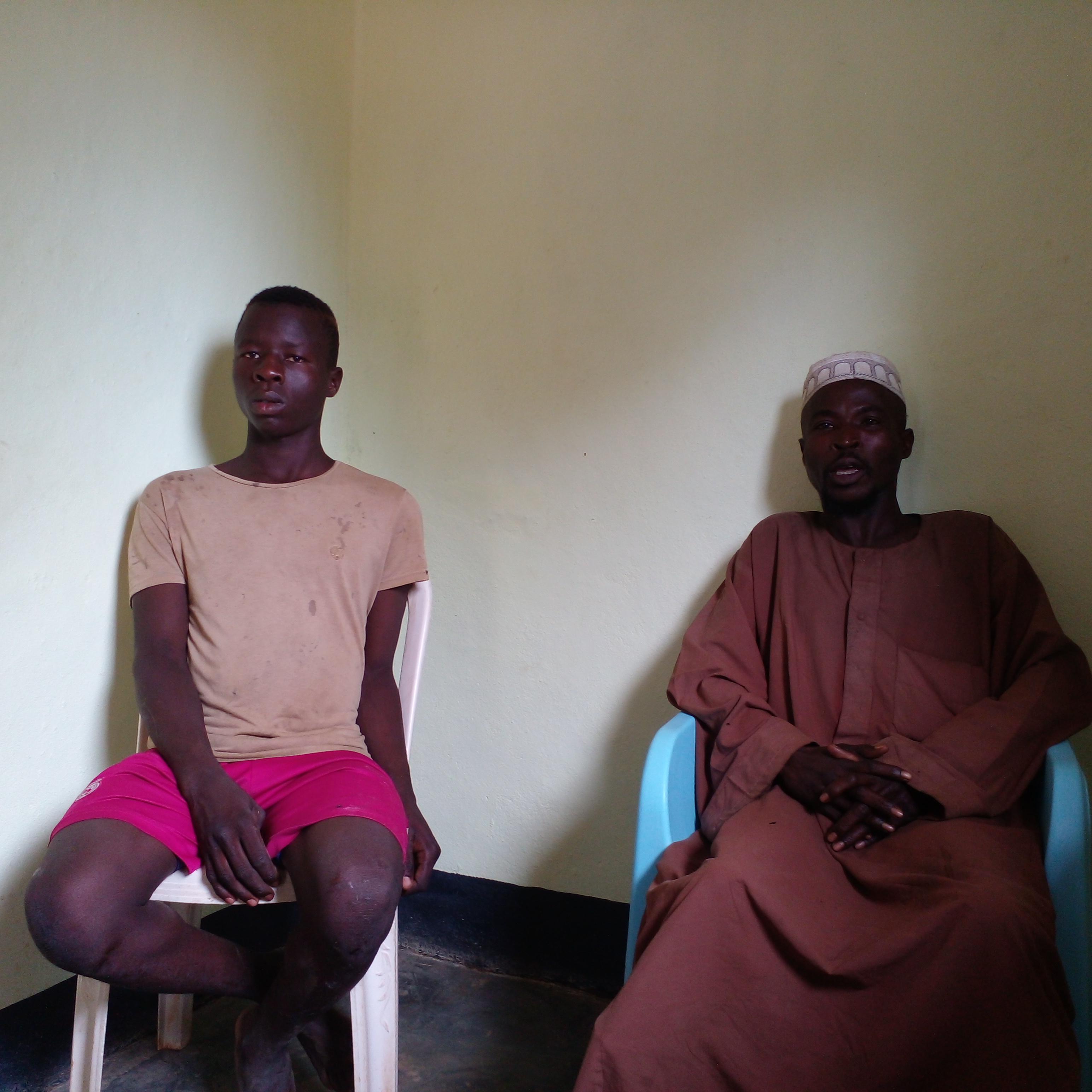
Séance de conte au village Ngam avec Valentin et Ko Doko

Quelques images